# 富岡幸一郎
冨岡 幸一郎（とみおか こういちろう、1957年（昭和32年）11月29日 - ）は、日本の文芸評論家。関東学院大学国際文化学部比較文化学科教授、前鎌倉文学館館長。日本を愛するキリスト者の会理事。神奈川県鎌倉市の雪ノ下に在住。

## 経歴
東京都出身。父は中央大学名誉教授（商学博士）で租税学者の富岡幸雄。
少年時代は野球選手を目指していたが、中学1年生の頃に文学に出会う事となる。三島由紀夫の表現の豊かさ、言葉の魅力に惚れ込み、高校生になると小林秀雄のファンになる
。中央大学附属高等学校、中央大学文学部仏文科（現・文学部人文社会学科フランス語文学文化専攻）卒業。
1979年（昭和54年）、大学在学中に書いた評論「意識の暗室 埴谷雄高と三島由紀夫」が第22回群像新人文学賞評論部門の優秀作を受賞する。関東学院女子短期大学助教授、関東学院大学教授。西部邁が主宰した雑誌『発言者』に寄稿、『表現者』では編集長を務める。『正論』、『撃論』、『諸君!』『わしズム』等の雑誌に寄稿。また『新潮』『文学界』『群像』『すばる』などの文芸雑誌に群像新人文学賞を受賞以後に精力的に文芸評論を発表してきた。
文芸批評家の新保祐司との対談本、共著がある。また、30歳過ぎで鎌倉の日本基督教団の教会で洗礼を受けた敬虔なクリスチャンであり、自らが信仰するキリスト教と関わりのある人士（内村鑑三、カール・バルト等）に関する評伝を書いている。
座談会本『皆殺し文芸批評』では絓秀実・福田和也等と討論している。佐藤優との共著『危機の正体』『危機の日本史』がある。
2007年10月に個人ブログを開設し自身の長女にブログの更新を任せていたが、その後長女が嫁いでしまった為にブログができないと話している。2012年4月1日付で鎌倉文学館の4代目館長に就任。
県立神奈川近代文学館理事、新しい歴史教科書をつくる会理事、日本文化チャンネル桜キャスターを務めている。

## TV出演
- 続・言いたい放だい（TOKYO MX）
- 西部邁ゼミナール（TOKYO MX）[7]。
- 桜プロジェクト、報道ワイド日本 Weekend（キャスター、日本文化チャンネル桜、2006年5月12日 - ）

交代制で不定期キャスターを務め、「ズバリ文化批評」と題したコラムも担当。

## 著書

### 単著
- 『戦後文学のアルケオロジー』（福武書店 1986年）
- 『内村鑑三 偉大なる罪人の生涯』（リブロポート〈シリーズ民間日本学者〉 1988年／中公文庫 2014年）
  - 『内村鑑三 シリーズ宗教と人間』（五月書房 2001年）。新保祐司との対話も収録。
- 『批評の現在』（構想社 1991年）
- 『仮面の神学 三島由紀夫論』（構想社 1995年）
- 『使徒的人間 カール・バルト』（講談社 1999年／講談社文芸文庫 2012年）
- 『言葉言葉言葉 時代と文学を読む』（発言者双書6：秀明出版会 1999年）
- 『打ちのめされるようなすごい小説』（飛鳥新社 2003年）
- 『悦ばしき神学 カールバルト『ローマ書講解』を読む』（五月書房 2004年）
- 『非戦論』（NTT出版 2004年）
- 『聖書をひらく』（編書房 2004年）
- 『文芸評論集』（アーツ・アンド・クラフツ 2005年）
- 『新大東亜戦争肯定論』（飛鳥新社 2006年）
- 『講座 日本のキリスト教芸術3 文学』（日本基督教団出版局 2006年）
- 『温泉小説』（アーツ・アンド・クラフツ 2006年）
- 『スピリチュアルの冒険』（講談社現代新書 2007年）
- 『千年残る日本語へ』（NTT出版 2012年）
- 『最後の思想 三島由紀夫と吉本隆明』（アーツアンドクラフツ 2012年）
- 『北の思想　一神教と日本人』（書籍工房早山 2014年）
- 『川端康成　魔界の文学』（岩波書店〈岩波現代全書〉 2014年）
- 『虚妄の「戦後」』（論創社 2017年）
- 『鎌倉文士とカマクラ』（銀の鈴社〈銀鈴叢書〉 2017年）
- 『生命と直観　よみがえる今西錦司』（アーツアンドクラフツ 2019年）
- 『平成椿説文学論』（論創社 2019年）
- 『天皇論　江藤淳と三島由紀夫』（文藝春秋 2020年）
- 『古井由吉論　文学の衝撃力』（アーツアンドクラフツ 2020年）
- 『入門三島由紀夫　「文武両道」の哲学』（ビジネス社 2020年）
- 『危機の時代の宗教論　ヒューマニズム批判のために』（春秋社 2021年）
- 『石原慎太郎の時の時　「戦後」への最後の反逆者』（ビジネス社 2022年）
- 『ビジネスエリートのための教養としての文豪』（ダイヤモンド社2024年）

### 共編著
- 江藤淳『離脱と回帰と　昭和文学の時空間』（聞き手、日本文芸社 1989年）
- 『作家との一時間』（日本文芸社 1990年）[注 2]
- 『日本の覚醒 内村鑑三によって』（新保祐司対談 リブロポート 1993年）
- 『日本におけるキリスト教と文学』（山極圭司 聖公会神学院 1995年）
- 『日本の正統』（新保祐司対談 朝文社 1995年）
- 『日本は変わるか? 戦後日本の終末論的考察』（大木英夫共著 教文館 1996年）
- 『皆殺し文芸批評--かくも厳かな文壇バトル・ロイヤル』（柄谷行人 絓秀実 清水良典 島弘之 大杉重男 福田和也 東浩紀座談、四谷ラウンド 1998年）
- 『日本の歴史文学 『夜明け前』と『天皇の世紀』』（新保祐司対談 朝文社 2001年）
- 『宗教原理主義を超えて』（金子昭共著 白馬社 2002年）
- 『日本の説教3　内村鑑三』解説、日本基督教団出版局 2004年
- 『講座日本のキリスト教芸術3 文学』責任編集 日本基督教団出版局 2006年
- 『キリスト者の戦争論』（岡山英雄共著 地引網出版 2006年）
- 『靖国問題の核心 MouRa』（三上治、大窪一志共著 講談社 2006年）
- 『私小説の生き方』（秋山駿共編 アーツアンドクラフツ 2009年）
- 『「文明」の宿命 = Fate and Destiny of Civilization』西部邁 佐伯啓思共編 NTT出版 2012年
- 『稀代のジャーナリスト・徳富蘇峰』杉原志啓共編 藤原書店 2013年
- 『文学の再生へ　野間宏から現代を読む』紅野謙介共編 藤原書店 2015年
- 『西部邁 自死について』編著 アーツアンドクラフツ 2018年
- 『西部邁 日本人への警告』西村幸祐・三浦小太郎共著 イースト・プレス 2018年
- 『〈危機〉の正体』佐藤優共著 講談社 2019年
- 『危機の日本史　近代日本150年を読み解く』佐藤優共著 講談社 2021年

### 監修
- 「芥川龍之介の鎌倉物語 青春のうた」図録（編：鎌倉市芸術文化振興財団鎌倉文学館　2006年）
- 「妻を失う　離別作品集」（選：講談社文芸文庫、2014年）